# Wu Di (cestista)
Wu Di (吴迪S, Wú DíP; Dandong, 27 ottobre 1993) è un'ex cestista cinese.

## Carriera
Con la Cina ha preso parte ai Giochi della XXXI Olimpiade.